# Fintona
Fintona är en ort i Storbritannien.   Den ligger i riksdelen Nordirland, i den västra delen av landet, 600 km nordväst om huvudstaden London. Fintona ligger 117 meter över havet och antalet invånare är 1 373.
Terrängen runt Fintona är platt, och sluttar norrut. Runt Fintona är det ganska glesbefolkat, med 21 invånare per kvadratkilometer. Närmaste större samhälle är Omagh, 11,2 km norr om Fintona. Trakten runt Fintona består i huvudsak av gräsmarker.